# Coelho (zodíaco)

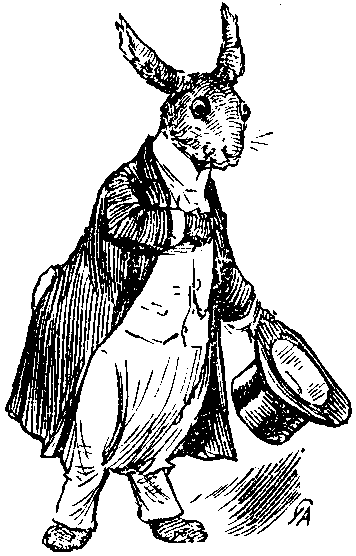
O Coelho ou Lebre

O Coelho ( 卯 ) é um dos animais do ciclo de 12 anos que aparece no Zodíaco da Astrologia chinesa e no Calendário chinês.
- Zang-Fu: Da Chang
- Anatomia: Intestino Grande (Grosso)
- Canal 5 Shen: Po Yang
- Nível Energético: Yang Ming Mão
- Deus Grego: Zeus
- Ligação: Dragão

Substituto do Gato, ver Lenda Zodiacal

## Atributos
Simples, afetuosos, atraentes para o sexo oposto, talentosos em trabalhos manuais e ambiciosos. Realistas quanto às suas características, deixam o papel de líder para o mais competente mostrando que reconhece suas limitações, mas são ótimos líderes. Tradicionalmente associado à boa visão e um excelente juiz de caráter, com um instinto para reconhecer a sinceridade nos outros e uma habilidade quase paranormal em detectar falsidade. Nos relacionamentos pessoais, mesmo as fraudes mais inocentes serão identificadas quase que no momento em que forem perpetradas.

## Nascidos sob o signo de Coelho[1]
Lembre-se de que esta é a data do Hemisfério Norte, pois há uma diferença entre os 2 Hemisférios citada na página Feng Shui
| Data de nascimento | Data de nascimento | Signo e Elemento  |
| Início             | Fim                | Signo e Elemento  |
| ------------------ | ------------------ | ----------------- |
| 02/02/1927         | 22/01/1928         | Coelho de Fogo    |
| 19/02/1939         | 07/02/1940         | Coelho de Terra   |
| 06/02/1951         | 26/01/1952         | Coelho de Metal   |
| 25/01/1963         | 12/02/1964         | Coelho de Água    |
| 11/02/1975         | 30/01/1976         | Coelho de Madeira |
| 29/01/1987         | 16/02/1988         | Coelho de Fogo    |
| 16/02/1999         | 04/02/2000         | Coelho de Terra   |
| 03/02/2011         | 22/01/2012         | Coelho de Metal   |
| 22/01/2023         | 09/02/2024         | Coelho de Água    |

## Tipos de Coelho
- Metal: esforçados, ambiciosos, bons planejadores, adoram ajudar os outros, confiantes; devem relaxar para evitar um colapso nervoso.
- Madeira: gentis, bondosos, menos ambiciosos, amantes da paz e da natureza, devem desenvolver seu lado artístico para chegar ao sucesso. Madeira é o elemento fixo e natural do Coelho/Lebre.
- Água: carentes de ambição, contentes consigo mesmos, tendem a escapar da realidade se as coisas não correm de acordo com seus desejos.
- Fogo: passionais, sociáveis, têm sempre um sorriso no rosto; não são bons de planejamento.
- Terra: pacifistas, esforçados, realistas e sem ambição.